# Uromys siebersi
Uromys siebersi  (Thomas, 1923) è un roditore della famiglia dei Muridi, endemico dell'Isola di Kai Besar, nelle Isole Molucche.

## Descrizione

### Dimensioni
Roditore di grandi dimensioni, con lunghezza della testa e del corpo tra 250 e 280 mm, la lunghezza della coda tra 218 e 234 mm, la lunghezza del piede tra 47 e 50 mm e la lunghezza delle orecchie tra 22 e 26 mm.

### Aspetto
Il colore del dorso è marrone chiaro, con dei riflessi più chiari, mentre le parti ventrali sono ricoperte di piccoli peli biancastri. Le zampe sono biancastre. La coda è più corta del corpo, ricoperta di scaglie, priva di peli, marrone sopra e più chiara sotto, con i colori non nettamente contrastanti.

## Distribuzione e habitat
Questa specie è conosciuta soltanto da due esemplari completi e da un teschio catturati sull'isola Kai Besar, Isole Kai, nelle Isole Molucche centrali.
Vive probabilmente nelle foreste umide tropicali primarie e secondarie.

## Conservazione
La IUCN Red List, considerata la mancanza di informazioni recenti sul proprio areale e stato della popolazione, classifica M.siebersi come specie con dati insufficienti (DD).